# 積丹郡
- 令制国一覧 > 北海道 (令制) > 後志国 > 積丹郡
- 日本 > 北海道 > 後志総合振興局 > 積丹郡

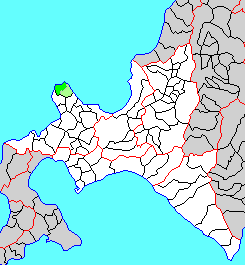
北海道積丹郡の位置（緑：積丹町 薄緑：他郡から編入された区域）

積丹郡（しゃこたんぐん）は、北海道（後志国）後志総合振興局の郡。
人口1,649人、面積238.13km²、人口密度6.92人/km²。（2025年6月30日、住民基本台帳人口）
以下の1町を含む。
- 積丹町（しゃこたんちょう）

## 郡域
1879年（明治12年）に行政区画として発足した当時の郡域は、積丹町の一部（美国町・幌武意町・婦美町を除く）にあたる。

## 歴史

### 郡発足までの沿革
江戸時代、積丹郡域は和人地となる。松前藩によってシャコタン場所が開かれていた。松前藩の地頭藤倉近兵衛によって神殿を神岬村に創建され「志屋古丹（しやこたん）明神」、「於賀武意（おかむい）明神」として奉斎されていた神威神社は寛文3年よりも前の創祀である。元禄元年以降、神威岬から北は女人禁制とされていた。陸上交通は、積丹・美国両場所請負人岩田屋金蔵によって積丹場所日司より美国場所小泊に至る約4里（15.7km）の新道（道道野塚婦美線・国道229号の前身）が開削されている。
江戸時代後期の文化4年には、積丹郡域は天領とされた。文政4年には松前藩の元に戻されたものの、安政2年再び天領となり庄内藩が警固にあたった。同年神威岬の女人禁制が解かれている。戊辰戦争（箱館戦争）終結直後の1869年8月15日、大宝律令の国郡里制を踏襲して積丹郡が置かれた。

### 郡発足以降の沿革

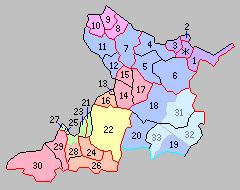
北海道一・二級町村制施行時の積丹郡の町村（9.入舸村 10.余別村 桃：積丹町）

- 明治2年8月15日（1869年9月20日） - 北海道で国郡里制が施行され、後志国および積丹郡が設置される。開拓使が管轄。
- 明治5年
  - 4月9日（1872年5月15日） - 全国一律に戸長・副戸長を設置（大区小区制）。
  - 10月10日（1872年11月10日） - 4月に設置された区を大区と改称し、その下に旧来の町村をいくつかまとめて小区を設置（大区小区制）。
- 明治9年（1876年）9月 - 従来開拓使において随意定めた大小区画を廃し、新たに全道を30の大区に分ち、大区の下に166の小区を設けた。

- 第5大区
  - 5小区 ： 出岬村、入舸村、日司村、野塚村、西河村
  - 6小区 ： 来岸村、余別村、神岬村

- 明治12年（1879年）7月23日 - 郡区町村編制法の北海道での施行により、行政区画としての積丹郡が発足。
- 明治13年（1880年）3月 - 古平郡外二郡役所（古平美国積丹郡役所）の管轄となる。
- 明治15年（1882年）2月8日 - 廃使置県により札幌県の管轄となる。
- 明治19年（1886年）1月26日 - 廃県置庁により北海道庁札幌本庁の管轄となる。
- 明治22年（1889年）1月 - 小樽郡外六郡役所（小樽高島忍路余市古平美国積丹郡役所）の管轄となる。
- 明治30年（1897年）11月5日 - 郡役所が廃止され、小樽支庁の管轄となる。
- 明治39年（1906年）4月1日 - 北海道二級町村制の施行により、下記の町村が発足。いずれも現・積丹町。（2村）
  - 余別村 （二級村） ← 西河村、来岸村、余別村、神岬村（現・積丹町）
  - 入舸村（二級村） ← 野塚村、日司村、入舸村、出岬村（現・積丹町）
- 明治43年（1910年）3月1日 - 小樽支庁が廃止され、後志支庁の管轄となる。
- 大正13年（1924年）4月1日 - 余別村が北海道一級町村制を施行。
- 昭和18年（1943年）6月1日 - 北海道一・二級町村制が廃止され、北海道で町村制を施行。二級町村は指定町村となる。
- 昭和21年（1946年）10月5日 - 指定町村を廃止。
- 昭和22年（1947年）5月3日 - 地方自治法の施行により北海道後志支庁の管轄となる。
- 昭和31年（1956年）9月30日 - 余別村・入舸村および美国郡美国町が合併して積丹町が発足。（1町）
- 平成22年（2010年）4月1日 - 後志支庁が廃止され、後志総合振興局の管轄となる。